# Halowe Mistrzostwa Polski Seniorów w Lekkoatletyce 2007
48. Halowe Mistrzostwa Polski Seniorów w Lekkoatletyce – zawody sportowe, które rozegrano 17 i 18 lutego 2007 w Spale, w hali Ośrodka Przygotowań Olimpijskich.
Mistrzostwa w wielobojach zostały rozegrane w tym samym miejscu, lecz o dwa tygodnie wcześniej (3 i 4 lutego 2007). Wyniki w tych konkurencjach podane są łącznie z innymi w tabeli poniżej.

## Rezultaty

### Mężczyźni
| Konkurencja:              | 1. miejsce                           | Rezultat | 2. miejsce                            | Rezultat | 3. miejsce                            | Rezultat |
| Bieg na 60 m              | Łukasz Chyła SKLA Sopot              | 6,64     | Marcin Jędrusiński Śląsk Wrocław      | 6,69     | Dariusz Kuć AZS-AWF Kraków            | 6,71     |
| Bieg na 200 m             | Marcin Jędrusiński Śląsk Wrocław     | 21,06    | Marcin Nowak AZS-AWF Kraków           | 21,39    | Kamil Masztak AZS-AWF Poznań          | 21,49    |
| Bieg na 400 m             | Daniel Dąbrowski AZS Łódź            | 47,13    | Kamil Barański Warszawianka           | 49,37    | Łukasz Pryga AZS-AWF Wrocław          | 48,14    |
| Bieg na 800 m             | Łukasz Jóźwiak AZS-AZS Wrocław       | 1:55,45  | Michał Staniszewski RTL ZTE Radom     | 1:55,78  | Sebastian Papuga AZS-AWF Gorzów Wlkp. | 1:56,31  |
| Bieg na 1500 m            | Rafał Snochowski Wawel Kraków        | 3:43,76  | Piotr Krupa Ostrowianka               | 3:49,57  | Tomasz Osmulski Łódzki Klub Sportowy  | 3:54,52  |
| Bieg na 3000 m            | Łukasz Parszczyński Polonia Warszawa | 8:03,09  | Piotr Krupa Ostrowianka               | 8:32,13  | Jakub Wiśniewski Warszawianka         | 8:35,81  |
| Bieg na 60 m przez płotki | Tomasz Ścigaczewski AZS Poznań       | 7,79     | Mariusz Kubaszewski Zawisza Bydgoszcz | 7,81     | Michał Grudka AZS-AWFiS Gdańsk        | 8,07     |
| Chód na 5000 m            | Grzegorz Sudoł AZS-AWF Kraków        | 19:32,79 | Rafał Augustyn AZS-AWF Kraków         | 19:42,12 | Rafał Fedaczyński Unia Hrubieszów     | 20:08,99 |
| Skok wzwyż                | Aleksander Waleriańczyk Wawel Kraków | 2,27     | Grzegorz Sposób Start Lublin          | 2,25     | Michał Bieniek AZS-AWF Wrocław        | 2,22     |
| Skok o tyczce             | Adam Kolasa Sporting Międzyzdroje    | 5,50     | Przemysław Czerwiński MKL Szczecin    | 5,40     | Łukasz Michalski Zawisza Bydgoszcz    | 5,30     |
| Skok w dal                | Marcin Starzak AZS-AWF Kraków        | 7,82     | Michał Łukasiak AZS-AWF Warszawa      | 7,75     | Tomasz Mateusiak StoraEnso Ostrołęka  | 7,63     |
| Trójskok                  | Paweł Kruhlik AZS-AWF Wrocław        | 16,75    | Jacek Kazimierowski BKS Bydgoszcz     | 16,61    | Mateusz Parlicki AZS-AWF Katowice     | 16,37    |
| Pchnięcie kulą            | Jakub Giża Stal Mielec               | 19,82    | Tomasz Majewski AZS-AWF Warszawa      | 19,69    | Dominik Zieliński Lechia Gdańsk       | 19,45    |
| Siedmiobój                | Marcin Dróżdż Zawisza Bydgoszcz      | 5463     | Krzysztof Andrzejak BKS Bydgoszcz     | 5421     | Tomasz Durasiewicz Warszawianka       | 5273     |

### Kobiety
| Konkurencja:              | 1. miejsce                             | Rezultat | 2. miejsce                                   | Rezultat | 3. miejsce                             | Rezultat |
| Bieg na 60 m              | Daria Onyśko AZS-AWF Gorzów Wlkp.      | 7,32     | Dorota Dydo AZS Poznań                       | 7,36     | Iwona Dorobisz AZS-AWF Wrocław         | 7,47     |
| Bieg na 200 m             | Marta Jeschke SKLA Sopot               | 23,86    | Grażyna Prokopek AZS-AWF Wrocław             | 24,02    | Iwona Dorobisz AZS-AWF Wrocław         | 24,51    |
| Bieg na 400 m             | Aneta Lemiesz Warszawianka             | 53,12    | Zuzanna Radecka-Pakaszewska AZS-AWF Katowice | 53,61    | Agnieszka Karpiesiuk AZS-AWFiS Gdańsk  | 53,90    |
| Bieg na 800 m             | Ewelina Sętowska-Dryk AZS-AWF Warszawa | 2:04,39  | Joanna Kuś AZS-AWF Katowice                  | 2:06,22  | Anna Hazior Cracovia                   | 2:07,41  |
| Bieg na 1500 m            | Agnieszka Miernik WLKS Wrocław         | 4:23,69  | Monika Wiśniowska AP Siedlce                 | 4:24,96  | Joanna Kuś AZS-AWF Katowice            | 4:26,64  |
| Bieg na 3000 m            | Lidia Chojecka Warszawianka            | 9:06,07  | Sylwia Ejdys AZS-AWF Wrocław                 | 9:19,00  | Barbara Niewiedział MGOKSiR Korfantów  | 9:39,42  |
| Bieg na 60 m przez płotki | Aurelia Trywiańska AZS-AWF Warszawa    | 8,17     | Joanna Kocielnik Orzeł Warszawa              | 8,27     | Justyna Oleksy AZS-AWFiS Gdańsk        | 8,35     |
| Chód na 3000 m            | Katarzyna Kwoka Resovia Rzeszów        | 13:14,69 | Paulina Buziak Sokół Mielec                  | 13:19,82 | Anna Mielcarek AZS Poznań              | 13:23,53 |
| Skok wzwyż                | Anna Ksok Śląsk Wrocław                | 1,84     | Kamila Stepaniuk Podlasie Białystok          | 1,84     | Urszula Domel Hańcza Suwałki           | 1,82     |
| Skok o tyczce             | Anna Rogowska SKLA Sopot               | 4,60     | Róża Kasprzak AZS-AWFiS Gdańsk               | 4,50     | Joanna Piwowarska AZS-AWF Warszawa     | 4,40     |
| Skok w dal                | Karolina Tymińska AZS-AWFiS Gdańsk     | 6,45     | Małgorzata Trybańska Warszawianka            | 6,40     | Teresa Dobija AZS Łódź                 | 6,23     |
| Trójskok                  | Małgorzata Trybańska Warszawianka      | 13,83    | Aleksandra Fila Start Lublin                 | 13,30    | Liliana Zagacka Krokus Leszno          | 13,15    |
| Pchnięcie kulą            | Magdalena Sobieszek AZS-AWF Warszawa   | 16,58    | Agnieszka Bronisz Płomień Sosnowiec          | 15,95    | Agnieszka Jarmużek AZS-AWF Biała Podl. | 14,95    |
| Pięciobój                 | Joanna Grzesiak AZS-AWFiS Gdańsk       | 4066     | Kamila Chudzik AZS-AWFiS Gdańsk              | 4018     | Magdalena Szczepańska AZS-AWFiS Gdańsk | 3936     |